# Al Khalis
Al Khalis er et af 6 distrikter i den irakiske provins Diyala. Hovedbyen i distriktet hedder også Al Khalis. Byen Al Kahlis har ca. 188.000 indbyggere, og ligger omtrent 15 km nord for Bagdad.
33°51′04″N 44°31′13″Ø / 33.8511°N 44.5203°Ø